# Johann August Bach
Johann August Bach (Hohendorf, 17 maggio 1721 – Lipsia, 6 dicembre 1758) è stato un giurista, storico e filologo tedesco.

## Biografia
Nacque a Hohendorf, un sobborgo della città di Groitzsch, in Sassonia (Germania).
Docente all'Università di Lipsia, è ricordato in particolare per la sua Historia iurisprudentiae romanae, pubblicata nel 1754 e ristampata in sei edizioni fino al 1806. Significativa anche la raccolta di lavori minori Opuscula ad historiam et iurisprudentiam spectantia (1767).